# Windpark Westermeerwind
Windpark Westermeerwind is een windmolenpark in het IJsselmeer langs de dijken van de Noordoostpolder.
Het park krijgt 48 windturbines van 3 megawatt (MW) verdeeld over twee rijen langs de Westermeerdijk en een rij langs de Noordermeerdijk. De turbines staan zo'n 700 meter uit de kust ten westen van de Noordoostpolder. Het totaal opgesteld vermogen is 144 MW, voldoende om 160.000 huishoudens van elektriciteit te voorzien, en is daarmee het grootste near shore windpark van Nederland. De molens van fabrikant Siemens hebben een masthoogte van 95 meter en een tiphoogte (dit is inclusief het blad in de hoogste stand) van 149 meter. De onderlinge afstand van de turbines varieert van 416 meter aan de Westermeerdijk en 520 meter aan de Noordermeerdijk.
In mei 2015 heeft Van Oord/Mammoet de laatste funderingspaal in de bodem van het IJsselmeer geheid. In de zomer van dat jaar werd in totaal 44 kilometer kabel aangelegd tussen de windturbines en het transformatorstation. Vanaf medio juli zijn de torensecties, de gondels en rotoren geïnstalleerd. In augustus kwam de eerste stroom aan land. Het park werd op 21 juni 2016 officieel in gebruik genomen en vergde een investering van  400 miljoen euro.
De bouw van het windpark heeft van eerste gedachte tot de officiële opening in totaal ruim 15 jaar in beslag genomen. Er was veel protest van de lokale bevolking. Meer dan vijfduizend omwonenden tekenden de petitie van actiecomité Urk Briest, dat zich fel verzette tegen de bouw van het windpark.
Windpark Westermeerwind maakt onderdeel uit van Windpark Noordoostpolder. In dit project zijn ook NOP Agrowind met 26 windmolens en RWE met 12 windmolens betrokken. In totaal komen er 86 molens die circa 1,4 miljard kWh elektriciteit per jaar opwekken. Dit is voldoende om 400.000 huishoudens van stroom te voorzien.